# نیلس اوپدال
نیلس اوپدال (انگلیسی: Nils Opdahl; ۱۶ نوامبر ۱۸۸۲ – ۲۸ دسامبر ۱۹۵۱) ژیمناست هنری اهل نروژ بود.